# Al-Quwwāt al-Barriyya al-Urdunniyya
La Reale Forza Terrestre Giordana (arabo: القوّات البرية الاردنيّة, Al-Quwwāt al-Barriyya al-Urdunniyya; in inglese: Royal Jordan Army) fa parte delle Forze Armate Giordane (FAG). Essa trae le sue origini da unità come la Legione araba, formata nel Mandato britannico della Transgiordania nel 1920. Ha combattuto contro Israele nel 1948, nel 1956, nel 1967 e nel 1973. L'esercito ha combattuto anche i siriani e l'Organizzazione per la Liberazione della Palestina (OLP) durante il Settembre Nero nel 1970.

## Origini (1920–1947)

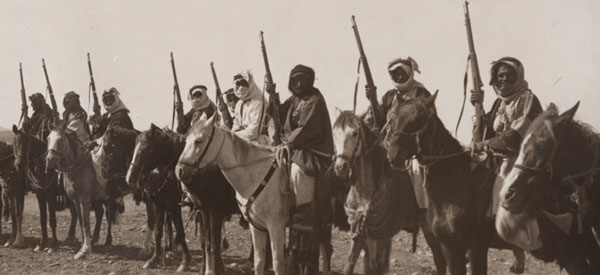
Cavalleria tribale della Rivolta araba – Tribù di Giordania ed Arabia, circa 1918

Emblema dell'Al-Quwwāt al-Barriyya al-Urdunniyya

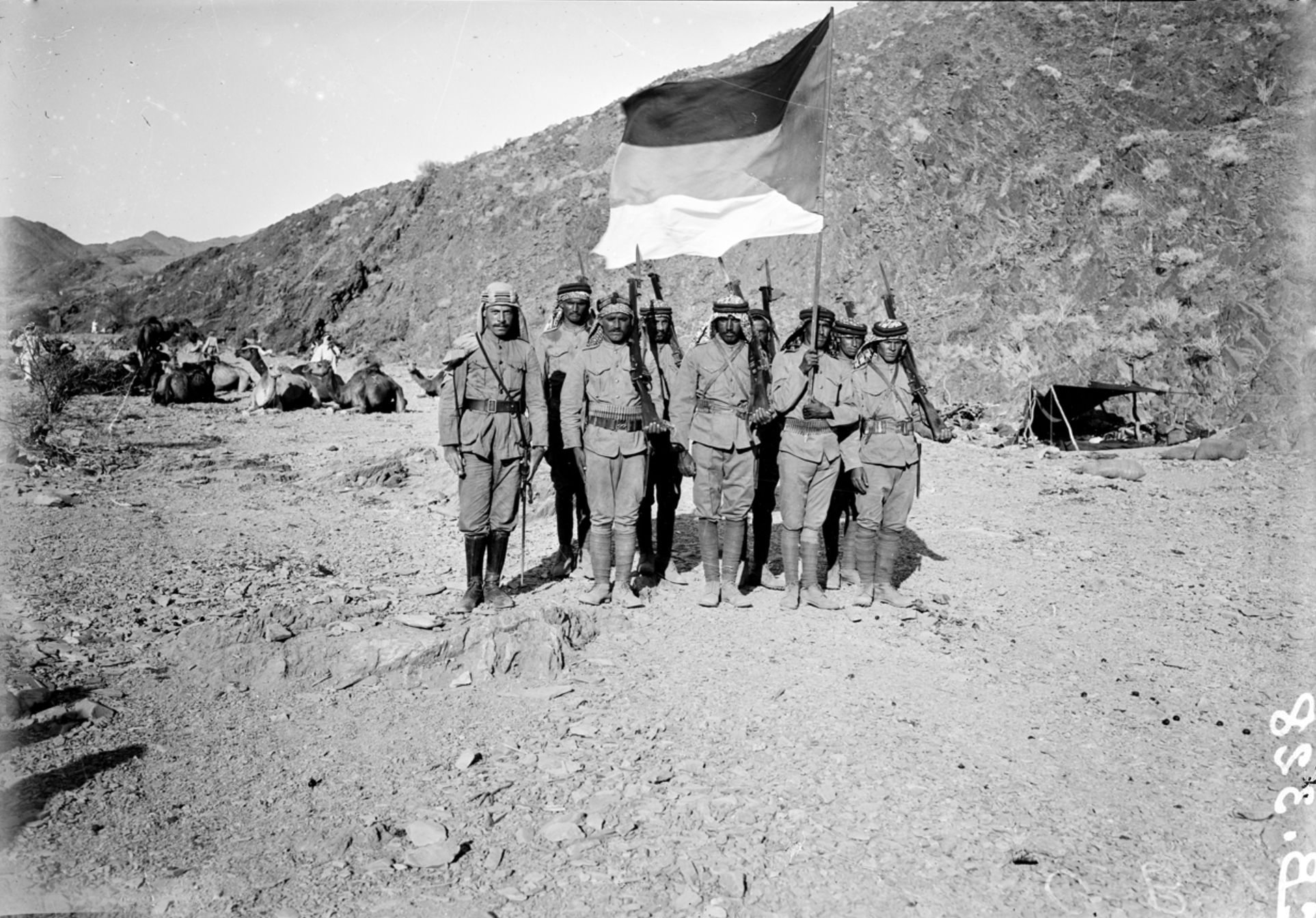
L'esercito arabo durante la rivolta araba del 1916 contro l'Impero ottomano formò il nucleo della Legione araba.

Il 10 giugno 1916 Sherif Hussien Bin Ali, principe della Mecca, dichiarò ufficialmente la Grande Rivolta Araba contro l'Impero ottomano per liberare le nazioni arabe del dominio turco che durava da circa quattro secoli.
Il 21 novembre 1920, il principe Abdullah Bin Al-Hussien (poi re) arrivò a Ma'an, dove espresse la sua risoluzione a scacciare le forze turche dalla Siria. Più tardi, il 5 dicembre 1920, si proclamò come viceré in Siria e fece appello ai membri dell'esercito di Al-Faissali di unire le sue forze a Ma'an. Le sue invocazioni ricevettero molta attenzione nel mondo arabo dato che nazionalisti arabi di primo piano e altri principi arabi si unirono alla sua campagna; questi poi costituirono la forza embrionale della legione araba.
Quando il principe Abdullah salì al potere in Transgiordania a quel tempo le forze armate giordane includevano:
- Una forza di Gendarmeria (Darak) di 400 uomini.
- Una forza mobile (principalmente cavalleria) di 150 cavalieri.
- Un battaglione dell'esercito regolare di circa 200 fanteria uomini.
- Una forza meharista di 100 uomini.
- Una forza araba, che era probabilmente il battaglione che aveva accompagnato il principe Abdullah ad Amman da Ma'an.

Ruoli delle formazioni militari in Giordania dalla Fondazione dell'Emirato fino alla guerra arabo-israeliana del 1948:
- Forza di Frontiera della Transgiordania: giocò un ruolo importante per il Regno Unito durante la Seconda Guerra Mondiale, in quanto fornì protezione alle linee di comunicazione britanniche che si estendevano dall'Iraq alla Russia. Prese inoltre parte ai combattimenti contro le forze francesi in Siria.
- Legione araba: - Durante la seconda guerra mondiale, ebbe principalmente il compito di mantenere l'ordine nel paese. Inoltre, estese il supporto delle forze britanniche impegnate in azioni militari in Siria, Iraq e Palestina. Un distaccamento militare di questa forza partecipò alle cerimonie del Giorno della Vittoria a Londra l'8 giugno 1946 e alla festa della vittoria delle forze alleate a Gerusalemme.
- Forza del Deserto (Forza di Al-Badia): alias Pattuglia del Deserto, il suo compito principale era quello di sorvegliare i confini della Giordania con i vicini Iraq, Arabia Saudita e Siria, nonché fornire una protezione alle condutture di petrolio della Iraq Petroleum Company (IPC). Oltre a ciò, partecipò alle campagne di Siria ed Iraq durante la seconda guerra mondiale.

## Formazione

### Prima della guerra del 1948

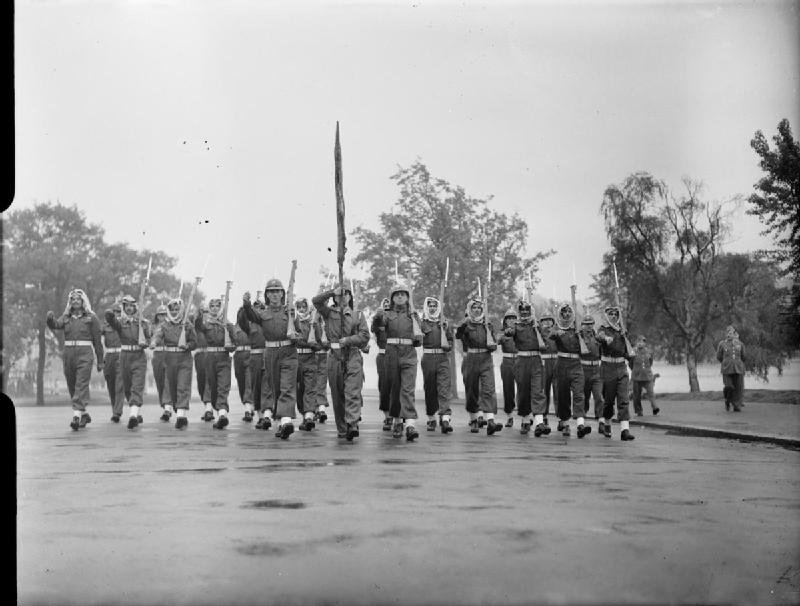
Unità dalla Legione araba giordana prendono parte alla Marcia della Vittoria a Londra nel 1946

Questo esercito iniziò con una compagnia di fanteria, una compagnia di cavalleria, un'unità di mitragliatrici, una sezione delle comunicazioni e una banda militare. Nel 1923, la forza totale dell'esercito, che era sotto il comando del capitano britannico Frederick Gerard Peake, non superava i 750 uomini.

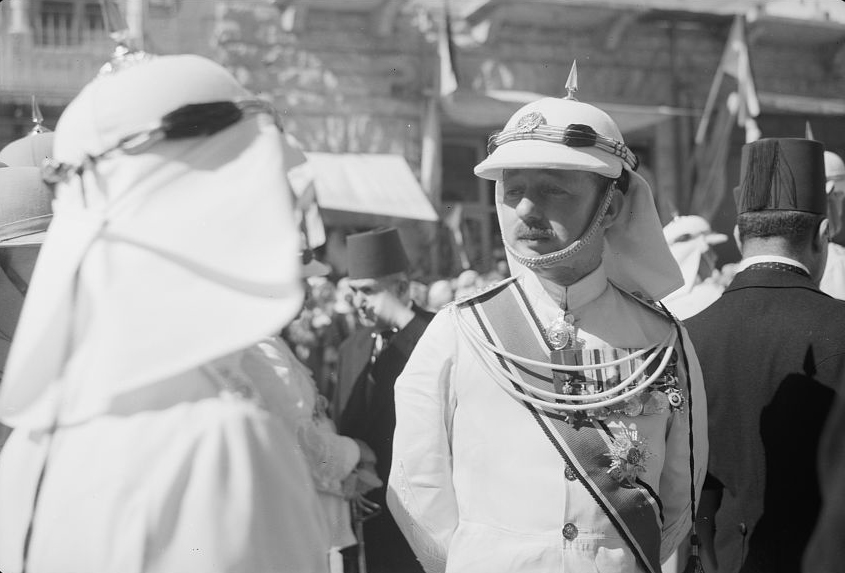
Il comandante della Legione araba, Glubb Pasha in uniforme. Amman, 11 settembre 1940

Nel corso degli anni '30, la forza della Legione araba venne ampliata di circa 1.100 uomini. Nel 1931, venne organizzata una forza mobile meharista del deserto sotto il comando di Glubb Pascià per mantenere la sicurezza e l'ordine.
Questa organizzazione attirò numerosi volontari beduini. Nel 1933, venne fondata la prima forza meccanizzata. Questo elemento era costituito da tre veicoli e 120 uomini, tra cui la forza mobile meharista del deserto. Essa intraprese la responsabilità di mantenere la sicurezza, prevenendo le incursioni tra i gruppi tribali e scoraggiando le incursioni dall'esterno.
Alla vigilia della seconda guerra mondiale, la legione era stato estesa ad una forza di circa 1.600 uomini. Questa legione partecipò alle operazioni in Siria durante la guerra. Vennero istituite compagnie indipendenti in aggiunta a un battaglione regolare, che venne successivamente ampliato per diventare la 1ª Brigata.
Nel 1942, venne formato il 2º battaglione, che in seguito divenne la 2ª Brigata. L'esercito continuò la sua espansione nei numeri e nell'equipaggiamento.

### Guerra del 1948
Nel 1948, era costituito da due brigate; due guarnigioni e quattro battaglioni vennero fusi per diventare sei battaglioni. In questo momento, l'esercito consisteva di una divisione di fanteria, una brigata d'artiglieria, una batteria di mortai, una batteria d'artiglieria, un battaglione del Genio, un battaglione di comunicazione e un'unità di soccorso campale.
Dopo l'annuncio del piano di spartizione dell'ONU del 1947, e la divulgazione della decisione britannica di lasciare la Palestina il 15 maggio 1948, entrambe le parti in guerra (gli arabi e gli ebrei) cominciarono a fare preparativi militari per un futuro confronto che credevano sarebbe stato inevitabile.
Nel mese di maggio 1948, i paesi arabi decisero d'inviare le loro forze per aiutare i palestinesi. La Legione Araba entrò in Palestina con altre forze arabe il 15 maggio 1948 dal ponte di Allenby (re Hussein) mentre stavano avanzando per coprire gli approcci da Jenin, nella parte nord di Afula e dal ponte di Al-Majame'a sul Giordano a Bissan e da lì ad Afula.
Le unità della Legione Araba furono impegnati in diverse battaglie con le forze ebraiche, tra cui le seguenti:
- Attacco al convoglio di Ben Shemen a Beit Nabala – 14 dicembre 1947[1]
- Battaglia dell'insediamento di Neve Yaakov- 18 aprile 1948[2]
- Attacco al kibbutz di Gesher on 27–28 April 1948[3][4]
- Massacro di Kfar Etzion 13–15 maggio 1948.
- Occupazione del forte Tegart di Latrun il 17 maggio 1948,[5] e successiva Battaglia di Latrun
- Battaglia per Gerusalemme (1948)
- Attacco e conquista di Gezer (kibbutz) il 10 giugno 1948.[6]
- Tarqumiya il 24 ottobre 1948.[7]

## 1949–1967
Re Hussein non risparmiò dolori a nessuno per migliorare l'esercito in termini di quadri ed equipaggiamento, e nei primi mesi del 1956 licenziò Glubb e assunse comandanti arabi nei posti di comando dell'esercito, in particolare Habis Al-Majali.
Nel 1957, re Hussein ordinò l'istituzione della 4ª Brigata di Fanteria e una d'artiglieria. Nel 1958, venne inserita l'artiglieria pesante, nello stesso anno, la brigata corazzata venne riconosciuta diventare una divisione corazzata e, nel 1961, diventò il corpo corazzato. Durante questo periodo, vennero stabilite la 40ª Brigata Corazzata, la 60ª Brigata Corazzata e la Brigata della Guardia Reale.

### Battaglie - 1956
In data 11 settembre, una forza israeliana s'infiltrò nei territori giordani ad Al-Rahwa, settore di Hebron, e attaccò la stazione di polizia lì. Dopo lunghi scontri con una unità giordana delle Guardie del Deserto, la forza israeliana respinta venne costretta a ritirarsi.
Il 10 ottobre 1956, una forza nemica, stimata pari ad una brigata di fanteria motorizzata, supportata da artiglieria a medio raggio e da 10 aerei da combattimento, attaccò le città arabe di Hubla, Al-Nabi Illias e Azroun. Le truppe d'assalto combatterono la Legione Araba ad ovest di Al-Nabi Illias e furono costrette a ritirarsi sulle colline di Qalqilya.
Equipaggiamento 1956
Corazzato
- 24 × cacciacarri Charioteer FV4101 Mk.VII con cannone da 20"
- 36 × cacciacarri Archer con cannone da 17"
- 72 × autoblindo Marmon-Harrington FV Mk.IV con cannone da 2"
- 53 × autoblindo Marmon-Harrington FV Mk.III

Artiglieria
- Cannoni anticarro da 2"
- Cannoni anticarro da 6"
- Cannoni anticarro da 17"
- 4×4 obici semoventi Marmon-Harrington 3.7 pollici
- Obici/cannoni rimorchiati RO da 25"
- Mortai da 3"
- Mortai da 2"
- Lanciarazzo anticarro leggeri PIAT

Aerei
- 16 × de Havilland Vampire (9 × FB-9\2 × T55\7 × FB52)
- 10 × NAA AT-6 Harvard
- 5 × AOP-3\5
- 6 × DH-104 Dove
- 10 × de Havilland DHC-1 Chipmunk

### Kuwait - 1963
Quando il Kuwait dichiarò la propria indipendenza il 19 giugno 1961, il governo iracheno annunciò che il Kuwait era parte integrante dei suoi territori nazionali. Di conseguenza, la Lega Araba costituì la forza d'emergenza araba per proteggere il Kuwait, con la partecipazione di Arabia Saudita, Egitto, Sudan, Giordania e Tunisia. La partecipazione giordana incluse un battaglione di fanteria rinforzata da un plotone antiaereo e tornò a casa il 13 dicembre 1963.

### Battaglia di Sammu - 1966

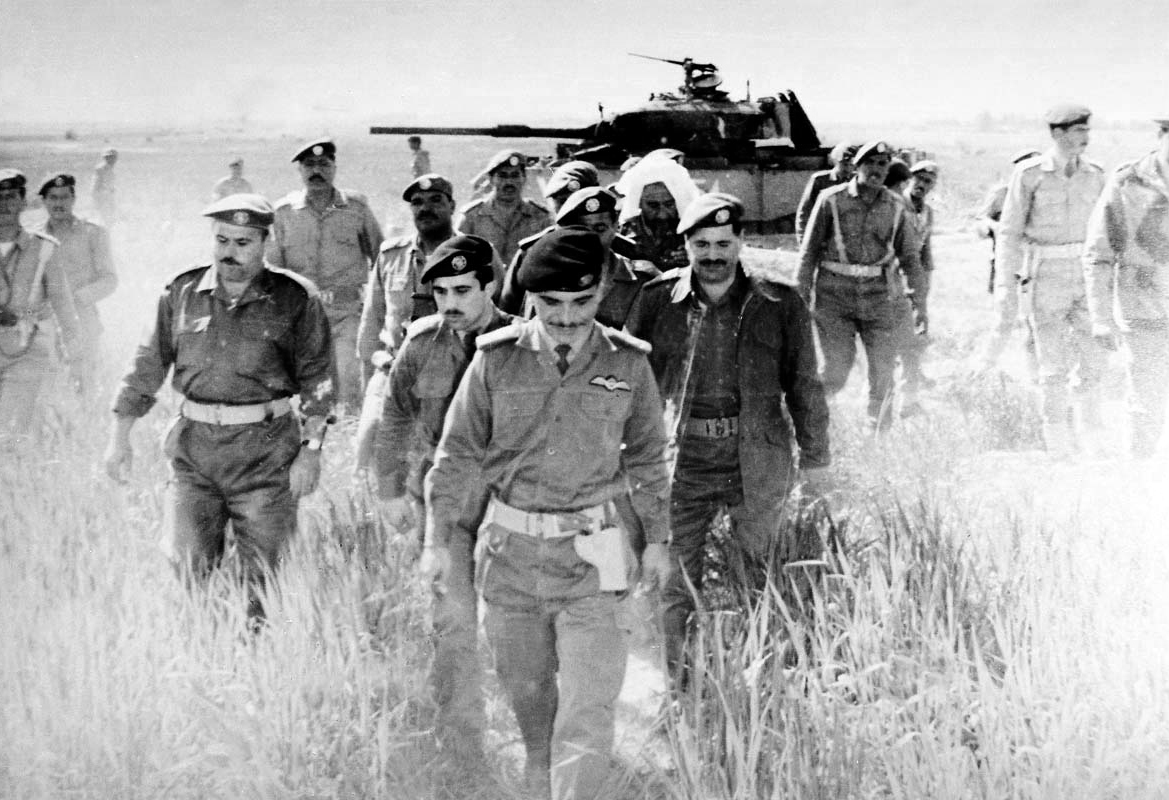
Re Hussein con le truppe dopo la battaglia.

Il 13 novembre 1966 le forze israeliane fecero irruzione nel villaggio palestinese di Sammu (nel Muhafazat di Hebron), con una brigata di fanteria rinforzata da due battaglioni di carri armati e sostenuta da artiglieria e aerei da combattimento. Dopo una serie di lotte violente con le unità dell'esercito giordano, le forze israeliane si ritirarono. Anche se le forze israeliane vennero respinte, l'esercito giordano subì pesanti perdite.
Nel 1965, l'esercito raggiunse un altro avanzamento quando Sua Maestà Re Hussein ordinò la formazione di cinque brigate di fanteria. L'esercito era diviso in due fronti: fronte occidentale e fronte orientale, dieci battaglioni di fanteria vennero concentrati su entrambi i fronti.
Nel 1967, venne istituita una nuova brigata corazzata. La brigata di artiglieria venne riconosciuta consistere di tre battaglioni d'artiglieria e un battaglione antiaereo.

## Guerra dei sei giorni - 1967
Credendo che Israele fosse sempre più una minaccia, l'Egitto dichiarò lo stato di emergenza ed iniziò a concentrare le sue forze nel deserto del Sinai. In aggiunta a ciò la Giordania firmò un accordo di mutua difesa con l'Egitto. Di conseguenza, Israele ordinò la mobilitazione delle sue forze il 25 maggio 1967. Di conseguenza, l'Esercito arabo giordano venne posto in massima allerta.
Le forze operative delle forze opposte sul fronte giordano includevano:
Forze arabe 
- Forze armate giordane (FAG): diverse brigate di fanteria, 2 brigate corazzate e 20 aerei da combattimento operativi, distribuiti in posizioni difensive su entrambi i fronti occidentale ed orientale.
- Iraq: 2 brigate di fanteria, 1 brigata meccanizzata, 1 brigata corazzata, e 34 aeromobili.
- Siria: una brigata di fanteria entrò al confine giordano il 7 giugno, e si ritirò il 9 giugno 1967, senza essere coinvolta in azioni militari.
- Arabia Saudita: una brigata di fanteria e una compagnia corazzata che arrivo al valico di frontiera di Al-Modawara il 21 marzo 1968.
- Egitto: 2 battaglioni Ranger arrivarono in Giordania il 3 giugno 1967. La loro missione principale era quella di distruggere sei aeroporti israeliani. Grazie al loro arrivo in ritardo nei territori occupati, non poterono svolgere la loro missione.

Forze israeliane opposte sul fronte giordano includevano
- 4 brigate di fanteria
- 3 brigate meccanizzate
- 2 brigate paracadutiste
- 2 brigate corazzate con elementi di supporto standard completi
- 286 aerei da combattimento di diverso tipo. [senza fonte]

Quando le operazioni militari erano finite su entrambi i fronti egiziano e siriano, Israele ridistribuì una parte delle sue forze da questi fronti al fronte giordano.
Alle 07.30 del 5 giugno 1967 gli israeliani sorpresero gli stati arabi, con una serie di attacchi aerei continui diretti agli aeroporti arabi. Come risultato, la maggior parte della forza aerea araba venne neutralizzata.
Tra le battaglie di Gerusalemme vi fu la Battaglia della Collina delle Munizioni; morirono 71 soldati giordani. Alla fine, l'esercito giordano si ritirò da Gerusalemme Est.
Ordine di Battaglia dell'esercito giordano, giugno 1967
- 2 × Brigate Corazzate (40\60, ognuna con 96 MBT Patton M-48\M-48A-1, 40 × FV-701 Ferret ARVs, 45 × M-113 APCs, 18 × obici semoventi M-52 da 105mm, 18 × cannoni antiaerei semoventi M-42 2×40mm)
- 3 × Battaglioni Corazzati Indp. (con MBT Centurion MK-V\VII o Patton M-47)
- 1 × Battaglione Paracadutista
- 1 × "Brigata Reale" (Fanteria Meccanizzata)
- 9 × Brigate di Fanteria (1\2\3\4\12\25\27\29\36)
- 12 × Battaglioni d'Artiglieria
- 6 × Batterie di Mortai

Ordine di Battaglia dell'aeronautica giordana
- Sqn No.1 Hawker Hunter FGA-6\FR-10\T-66 alla BA di Mafraq
- Sqn No.2 Vampire FB-9\52 T55 a Mafraq & Amman
- Sqn No.3 Dove DH-104\C-47 Dakota\WS-55 Whirlwind alla BA di Amman
- Sqn No.6 Hawker Hunter FGA9\73 alla BA di Amman
- Sqn No.9 F-104A\B Starfighter alla BA di Mafraq
- Sqn No.4 Alouette III\Westland Scout alla BA di Amman

### Equipaggiamento delle forze armate giordane, giugno 1967
- Sten Mk.4
- M1A1 Thompson
- Carl Gustav m/45
- Automatgevär m/42
- Automatkarbin 4
- Lee-Enfield Mk.4
- M1 Garand
- M1 Carbine
- Bren (mitragliatrice)
- Browning M1919 A4
- Vickers .303 cal.
- Browning M-2HB .50 cal.
- M-20 Super-Bazooka
- RO da 2 pollici
- RO da 3 pollici
- 297 × Patton M-48(197)\M-48A-1(100) 90mm
- 49-160 × Patton M-47 90mm
- 90–105 × Vickers Centurion Mk.V\VII 20-pdr\84.6mm
- 24 × Charioteer Mk.7 FV-4101 20-pdr\84.6mm
- 140-240 × Daimler FV-702 Ferret 4×4
- 130 × FV-601 Saladin 76mm 6×6
- 150 × FV-603 Saracen 6×6
- 250 × M-113
- 350 × M-40A1-C1 106mm cannone SR
- 90 × 17" 76mm
- 36 × Archer 17"\76mm

- 20 × M-44 155mm
- 36 × M-52 105mm
- 25 × M-115 203mm
- 16–18 × M-59 Long Tom 155mm
- 90–108 × RO 25-pdr/87.6mm
- Brandt 120mm
- RO 4.2 pollici/107mm
- M-42 Bofors 40mm
- Land Rover 4WD
- Ford M151
- Jeep M-38
- Ford
- Reo M-35
- M8 per M-59
- M88
- 5 × Lockheed F-104A(2)\F-104B(3) Starfighter
- 24–32 × Hawker Hunter (FGA-6\9\73, FR-10, T-66)
- 8–16 × De Havilland Vampire (FB-9\52, T-55)
- 2 × Heron
- 6 × DH-104 Dove
- 4–6 × Douglas C-47 Dakota
- 4 × Sud Aviation Alouette III SA-316B
- 2 × Westland WS-55 Srs-4 Whirlwind
- 3 × Westland Scout AH\MK-1
- radar Marconi 745

## Guerra 1967–1973

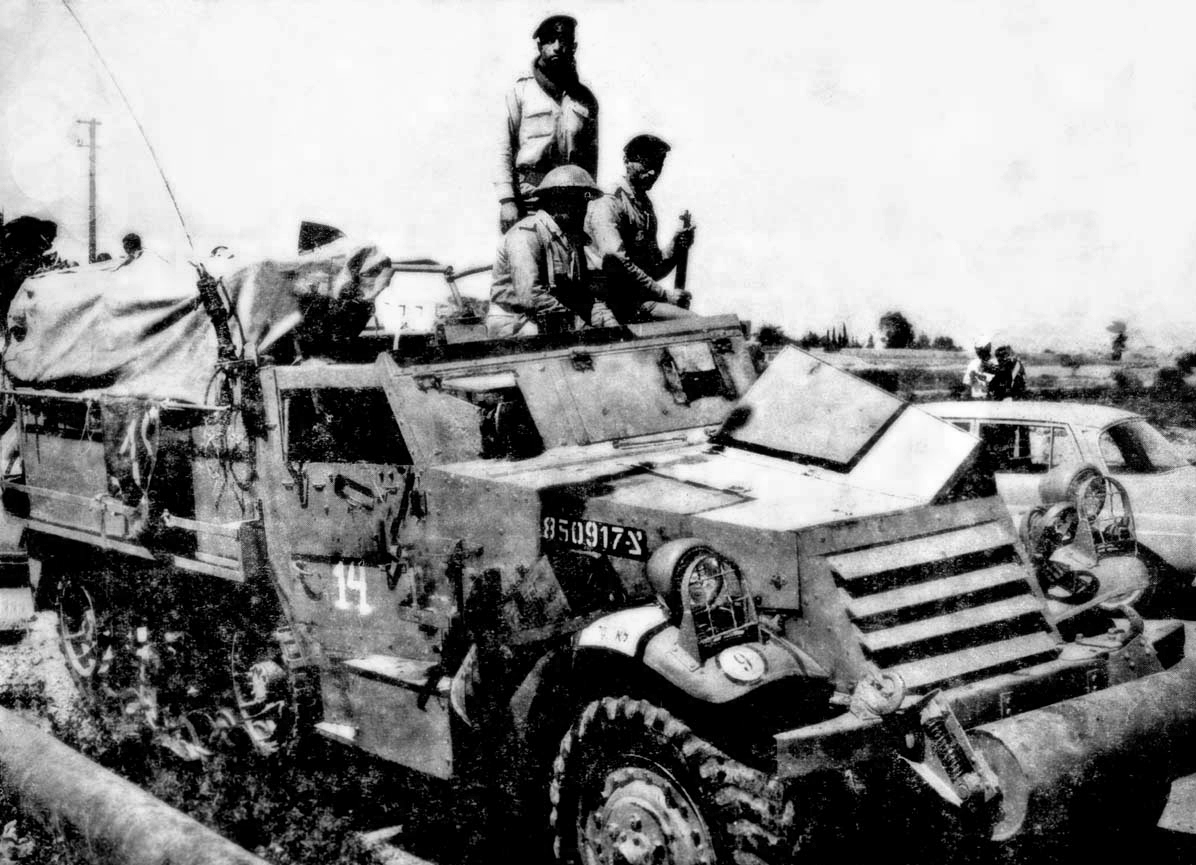
Soldati giordani su un half-truck israeliano catturato

Dopo la guerra del 1967, l'esercito venne riarmato. Nel 1968, l'esercito attaccò le truppe israeliane che erano penetrate in territorio giordano alla ricerca di guerriglieri palestinesi - Battaglia di Karameh. I palestinesi rivendicarono la vittoria solo per aver resistito alle truppe israeliane; i giordani dicono di aver costretto gli israeliani a ritirarsi; gli israeliani dicono di essersi ritirati dopo aver colpito i palestinesi e in quel momento sono stati bombardati dai giordani.
Scontri giornalieri proseguirono sul fronte giordano dopo il 1967, la guerra fino alla metà degli anni '70 - guerra di logoramento. La più famosa fu la battaglia di Karameh. Nel 1968 le forze israeliane attraversarono il confine e avanzarono sulla città di Karameh. L'esercito giordano si mobilitò e scoppiò un combattimento tra l'esercito giordano e quello israeliano. Le forze israeliane si ritirarono dopo un pesante bombardamento.
Il settembre 1970 è noto come Settembre Nero nella storia araba. Nel settembre del 1970, re Hussein si trasferì per reprimere un tentativo da parte di ribelli palestinesi armati di rovesciare la sua monarchia. La violenza provocò vittime civili in entrambi i lati. Il conflitto armato durò fino al luglio 1971, terminando solo quando i restanti ribelli palestinesi vennero circondati sui monti Ajloun-Jarash, finalmente si arresero all'esercito giordano e vennero espulsi dal paese. Nel mese di ottobre 1970, il regime ba'athista nella vicina Siria aveva cercato d'intervenire a sostegno dei palestinesi con l'invio di una colonna corazzata nel nord della Giordania. Le forze terrestri e aeree giordane furono in grado di fermare questa avanzata e una combinazione di pressione politica internazionale e discordia all'interno dell'esercito siriano portarono ad una ritirata siriana.
Nella Guerra dello Yom Kippur del 1973, la 40ª Brigata Corazzata venne inviata sul fronte siriano e svolse un ruolo significativo nei combattimenti.

## Dopo il 1977
Dalla profonda riorganizzazione del 1977, la Reale Forza Terrestre giordana ha mantenuto la 5ª Divisione Corazzata schierata tra il confine iracheno e Ramtha sul confine siriano, la 12ª Divisione Meccanizzata schierata da Ramtha attraverso Umm Qays sul fiume Zarqa in una posizione difensiva che copre sia Israele che la Siria e la 4ª Divisione Meccanizzata schierata dal fiume Zarqa, a nord di As-Salt, verso il Mar Morto di fronte Israele.
La 3ª Divisione Corazzata agisce sia come riserva strategica che come protezione principale contro i disordini interni. Ha unità schierate a Zarqa, nel nord; nei pressi della capitale Amman insieme ad una brigata di Guardie Reali costituita da truppe raccolte a mano da tribù beduine note per la loro lunga fedeltà alla corona, e Qatraneh nel sud coprendo la rotta in Arabia Saudita.
Nel 1996 l'esercito giordano stabilì un Comando Operazioni Speciali, nato da un'idea di Abdullah, allora ufficiale dell'esercito. Esso ha il compito di occuparsi di una possibile rivolta palestinese e della crescita del terrorismo islamico. Questa forza potente include ora il 71º e il 101º Battaglione Forza Speciale, l'81º e il 91º Battaglione Paracommando ed unità sia di supporto elicottero sia di guerra elettronica.

## Esercito attuale
La struttura organizzativa dell'esercito era tradizionalmente basata su due divisioni corazzate e due divisioni meccanizzate. Queste sono state trasformate in forze più leggere, più mobili, basate in gran parte su una struttura brigata e considerate meglio in grado di reazione rapida in caso di emergenza.
A causa della posizione critica della Giordania (inserita tra Iraq, Siria, Arabia Saudita e Israele), la Giordania mantiene un forte esercito difensivo, con quattro comandi regionali, il Comando Settentrionale, il Comando Centrale, il Comando Orientale e del Comando Meridionale. Dall'agosto 2004, l'esercito è stato segnalato essere forte di 88.000 uomini, e il Comando Settentrionale è segnalato per consistere di (2 brigate mecc., 1 di fanteria, 1 artiglieria, 1 AD), il Comando Meridionale (1 brigata DMLE, 1 di fanteria), il Comando Centrale (1 brigata mecc., 1 fant. legg., 1 art., 1 AD), il Comando Orientale (2 brigate mecc., 1 art., 1 AD), e una riserva strategica (1 divisione corazzata Reale con 3 brigate cor., 1 art., 1 AD). Una divisione corazzata è diventata l'elemento centrale di una riserva strategica. Ogni comando è controllato dal suo generale, ma tutti i comandi sono sotto il controllo del Re della Giordania.
L'esercito ha un'ampia gamma di corpi di combattimento e supporto al combattimento, tra cui il Corpo Reale di Manutenzione. Oggi i gradi militari giordani sono basati su quelli del British Army, determinante nel patrimonio militare della Giordania.
Le forze armate giordane contribuiscono anche alle missioni di pace delle Nazioni Unite in tutto il mondo, avendo contingenti inviati in Africa, Afghanistan, Croazia, Bosnia, parti della ex Unione Sovietica, e anche per quanto riguarda Haiti e Timor Est. L'esercito giordano ha istituito un centro regionale di eccellenza per quanto riguarda la formazione delle forze speciali, che hanno ricevuto una formazione sia dal Regno Unito che dagli Stati Uniti. Le forze speciali giordane si sono addestrate con gli omologhi provenienti da Algeria, Bahrain, Iraq, Kuwait, Libano, Libia, Marocco, Oman, Qatar, Arabia Saudita, Emirati Arabi Uniti e Yemen.

### Attuale struttura dell'esercito giordano

#### Comandante in Capo
Sua Maestà Re Abdullah II è il comandante supremo delle Forze Armate giordane. Questa autorità è conferita al re dalla Costituzione giordana del 1952. Egli esercita il diritto di nominare e licenziare tutti i membri del Comando delle Forze Armate della Giordania, e ha l'autorità di esercitare il comando e il controllo su tutte le unità delle forze armate.

#### Capo di Stato Maggiore Generale
Il quartier generale delle Forze Armate della Giordania si chiama Comando Generale delle Forze Armate e si trova ad Amman. Questa sede è sotto la supervisione del Capo di Stato Maggiore Generale, che è nominato dal re. Egli esercita la responsabilità generale del comando giorno per giorno, il controllo e la gestione delle Forze Armate e riferisce direttamente al re come comandante supremo.
I Capi di Stato Maggiore sono un gruppo di ufficiali qualificati militarmente e tecnicamente lavorando per consigliare il comandante e assisterlo nel processo decisionale, traducendo la decisione del comandante degli ordini e delle istruzioni e sono responsabili di monitorare l'attuazione e la dimensione varia dei Capi di Stato Maggiore del livello di unità e del livello delle formazioni che a livello del Comando Generale rappresenta l'Assistente Capo dello Stato Maggiore Congiunto del Gruppo dei Capi di Stato Maggiore, come segue:
- Vice Presidente dello Stato Maggiore
- Capo delle Operazioni Congiunte
- Capo della Pianificazione Strategica
- Capo dell'Intelligence
- Capo della Logistica
- Capo della Manodopera
- Capo delle Risorse della Difesa e della Gestione degli Investimenti

#### Organizzazione dell'Esercito
L'esercito giordano ha quattro comandi regionali (Settentrionale, Meridionale, Centrale ed Orientale), il Comando Operazioni Speciali, il Comando Guardie di Frontiera, la 3ª Divisione Corazzata Reale (Riserva Strategica) e la 30ª Brigata Missione Speciale.

##### Quartier Generale dell'esercito giordano
- QG Unità di Difesa & Sicurezza
- Centro Gestione di Crisi
- Reali Servizi Medici
- Corpo Reale di Manutenzione
- Corpo Reale del Genio:
- QG Comando

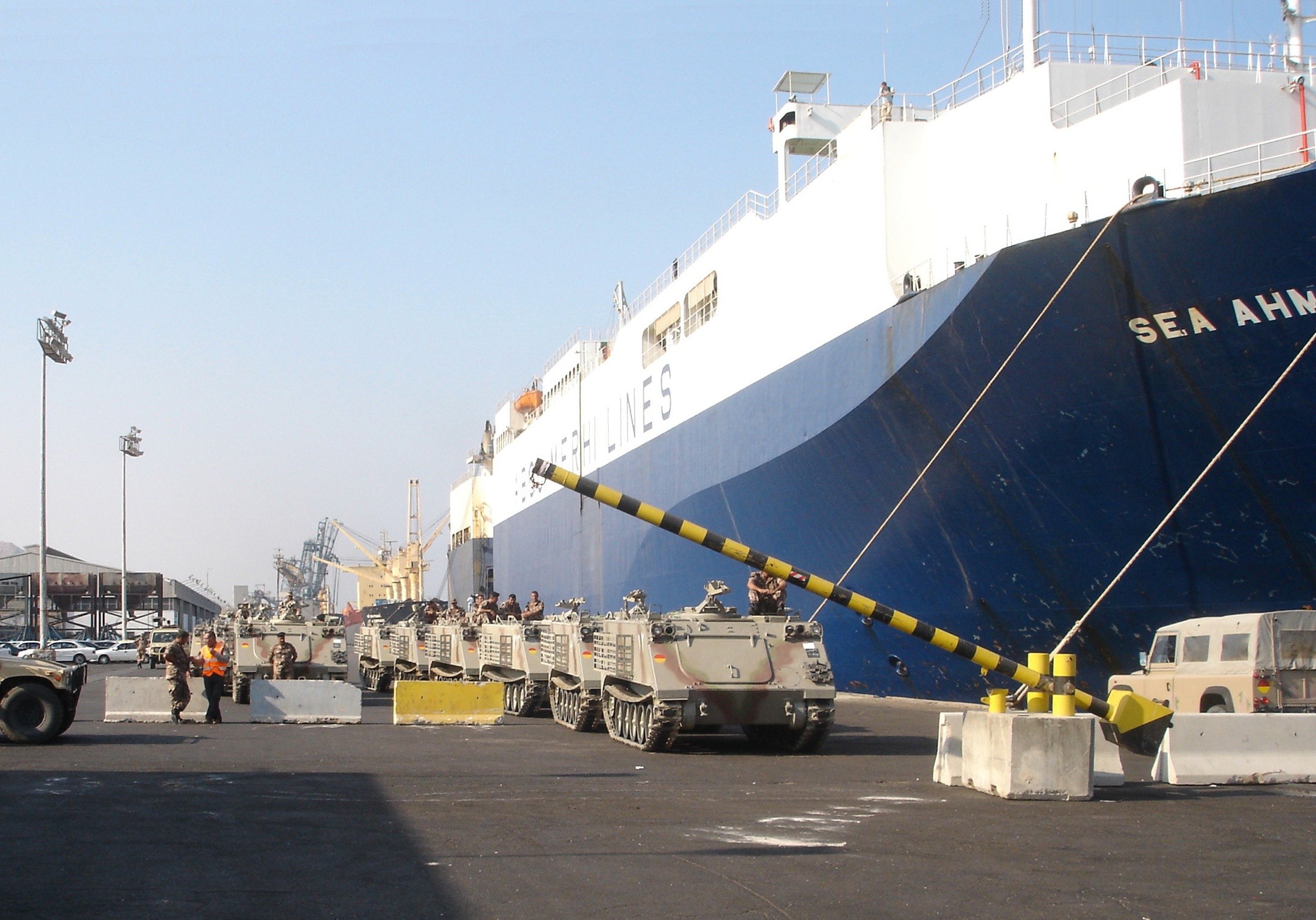
M113 dell'esercito giordano

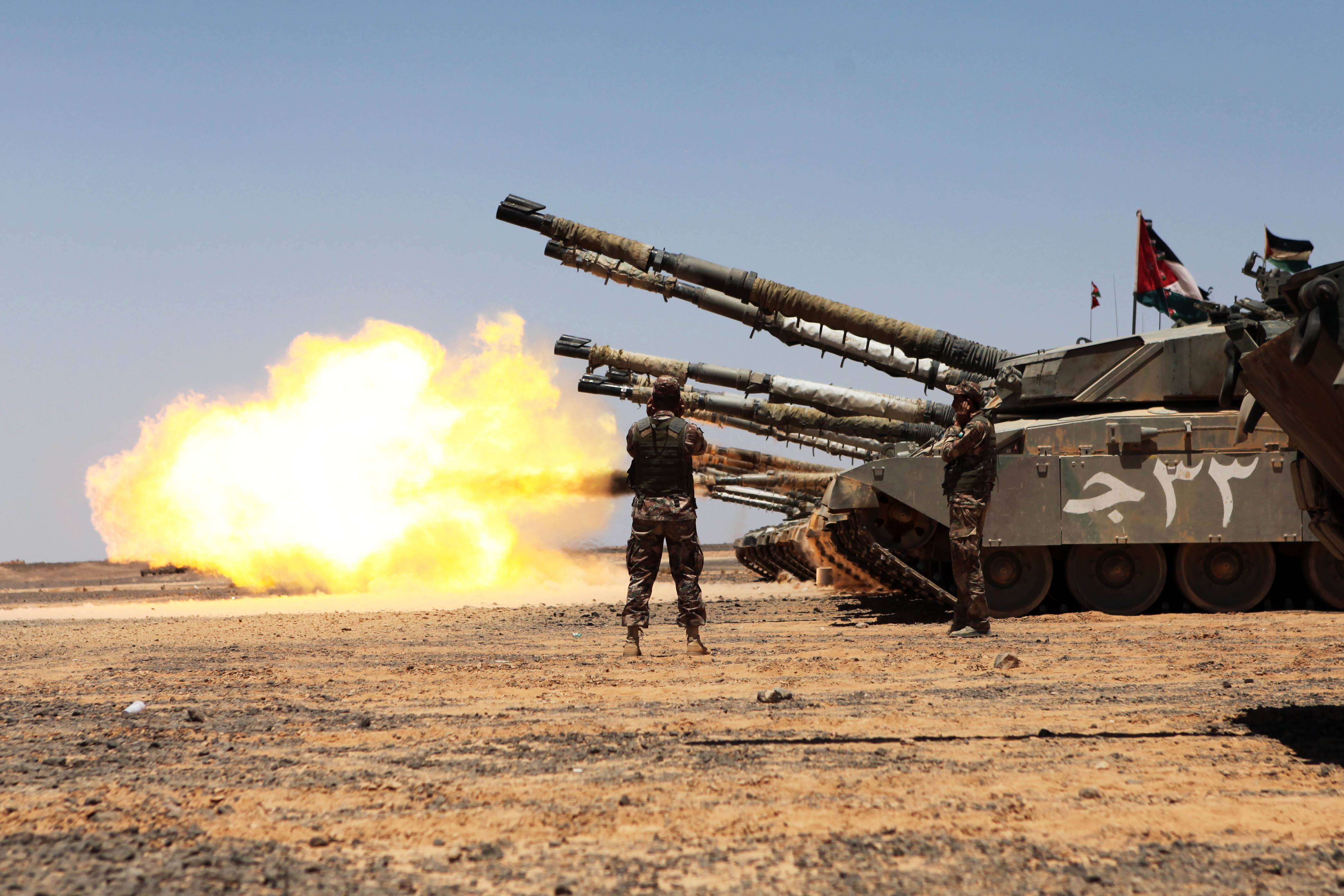
Carro armato Al-Hussein in combattimento

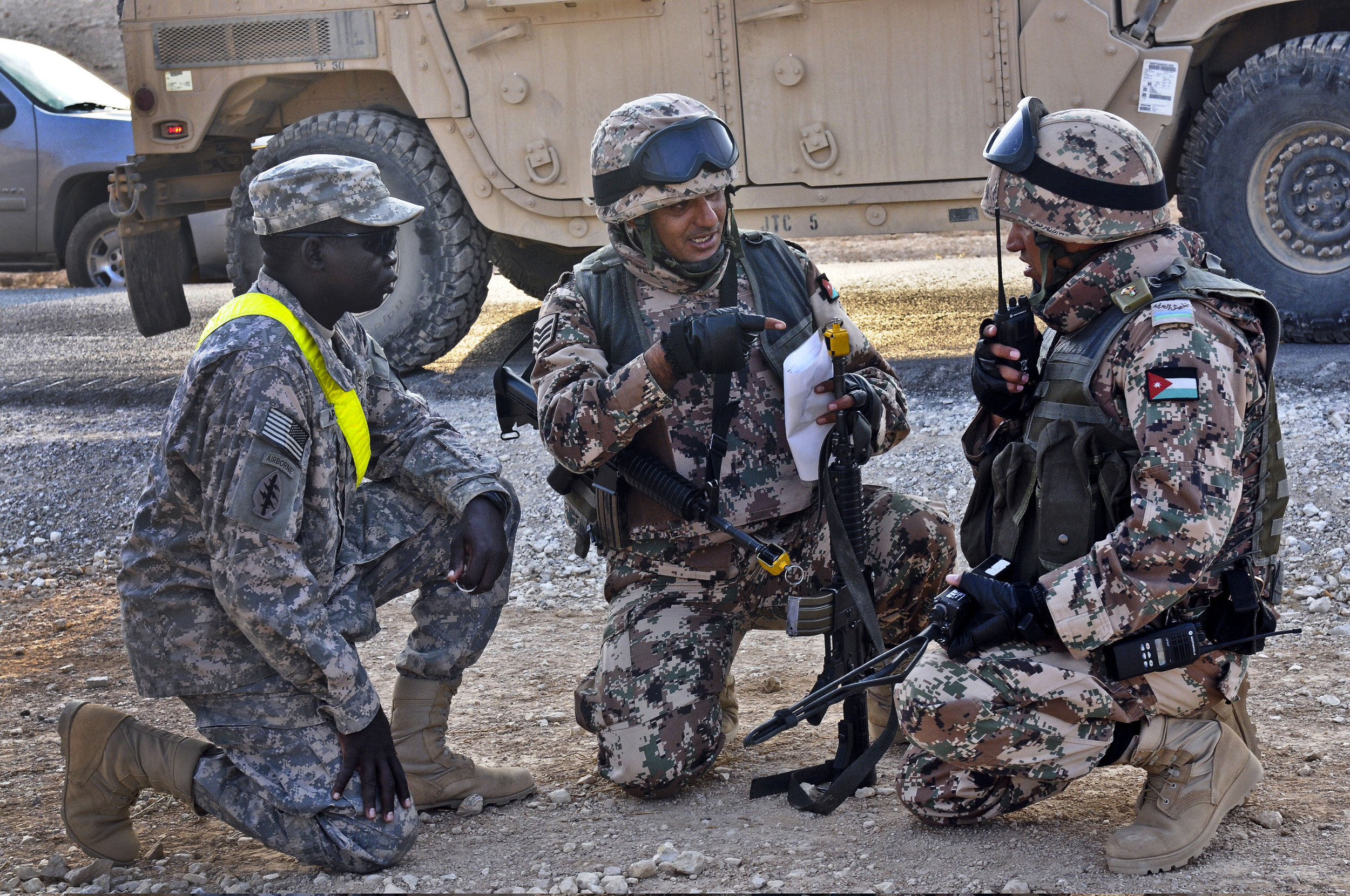
Soldati giordani discutono strategie di battaglia con un soldato africano statunitense

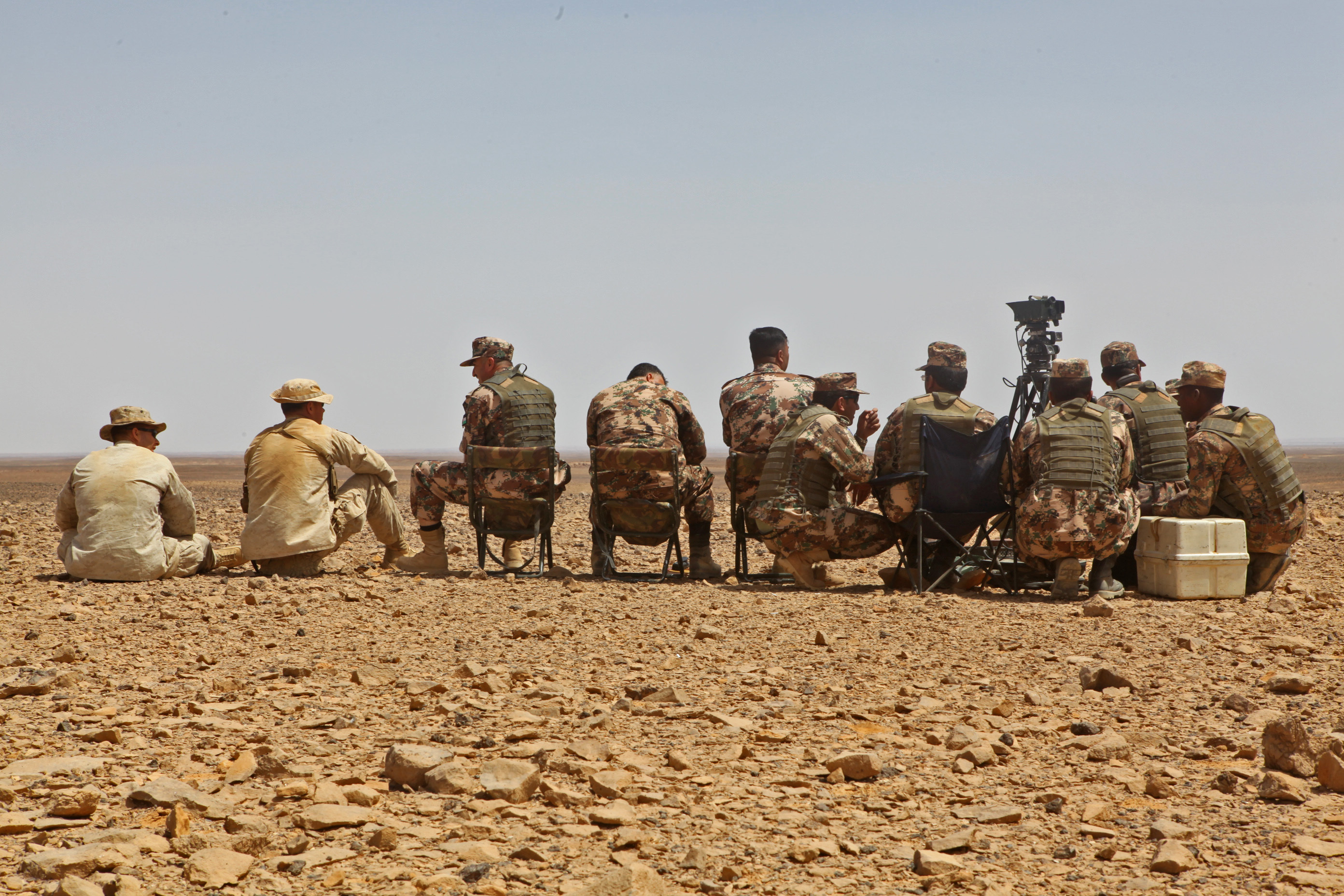
Osservatori stranieri dell'esercito giordano

- 7º Battaglione Corazzato del Genio
- Gruppo Macchinario del Genio
  - Unità Smaltimento Esplosivi d'Artiglieria
  - 17ª Compagnia Indipendente del Genio
  - Gruppo di Supporto Chimico
- Comando Reale d'Artiglieria:
  - QG
  - Brigata d'Artiglieria Semovente (Riserva)
  - Reggimento Acquisizione e Rilievo (Reggimento STA)
  - 29º Battaglione M142 HIMARS MLRS
  - 28º Battaglione WM-120 MLRS
  - Battaglione d'Artiglieria Cerimoniale
- Comando Reale Rifornimenti e Trasporto:
  - QG Comando
  - Gruppo Principale di Trasporto
  - Gruppo AFV di Trasporto
- Comando Militare d'Artiglieria
- Direzione dell'Alloggiamento e delle Opere Militari:
  - QG Direzione
  - Gruppi Opere Militari
  - Gruppo Elettricità ed Acqua
  - Gruppo Costruzione Magazzini
  - Compagnie della Direzione:
    - Compagnia Internazionale Araba per Ingegneria & Amministrazione
    - Compagnia Vertice di Fabbricazione & Sviluppo Edifici
- Direzione del Comando, controllo e comunicazioni:
  - QG Direzione
  - Gruppo C4I - QG Principale dell'Esercito
  - Battaglione Guerra Elettronica
- Direzione della Difesa Aerea
- Direzione della Produzione Militare:
  - QG Direzione
  - Presse Militari
  - Fabbriche di Produzione Militare
  - Gruppo Panificio Militare
  - Laboratori Militari per il Controllo della Qualità
- Brigata della Guardia Reale (Sayed Al-Shuhada)
  - La Brigata Speciale della Guardia Reale è considerata la brigata più professionale e capace nelle FAG.
- Comando Settentrionale giordano
  - Comando Truppe
  - Brigata di Fanteria "Principessa Aliyah"
  - 3ª Brigata Meccanizzata "Re Talal"
  - 12ª Brigata Meccanizzata "Al-Yarmouk"
- Comando Centrale giordano
  - Comando Truppe
  - 1ª Brigata Meccanizzata della Guardia Reale
  - 51ª Brigata Meccanizzata Hascemita
- Comando Orientale giordano
  - Comando Truppe
  - 2ª Brigata Meccanizzata della Guardia Reale
  - 90ª Brigata Meccanizzata "Martire Re Abdullah I"
  - 99ª Brigata Corazzata "Martire Wasfi Al Tal"
- Comando Meridionale giordano
  - Comando Truppe
  - 93ª Brigata Meccanizzata "Principe Zeid Bin Hussein"
- Joint Special Operations Command
  - Comando Truppe
  - 5ª Brigata Operazioni Speciali dell'Aviazione "Principe Hascim"
  - 28ª Brigata Rangers Reali "Principe Hussein"
  - 37ª Brigata Forze Speciali "Re Abdullah II"
- 3ª Divisione Corazzata "Re Abdullah II"
  - Truppe Divisionali
  - 40ª Brigata Corazzata Reale "Re Hussein"
  - 60ª Brigata Reale "Principe Hassan"
  - 91ª Brigata Corazzata Reale
- Comando Guardie di Frontiera (Equivale ad una Divisione)
  - QG Comando
  - 1ª Brigata Guardie di Frontiera (Comando Orientale)
  - 2ª Brigata Guardie di Frontiera (Comando Settentrionale)
  - 4ª Brigata Guardie di Frontiera (Comando Meridionale)
  - 3º Battaglione Guardie di Frontiera (Comando Centrale)
- 30ª Brigata Missione Speciale "Hussein Bin Ali"
  - Specializzata in Sicurezza Interna e Guerriglia Urbana, la brigata è sotto il controllo della Direzione Operazioni Militari Congiunte.
  - QG Brigata
  - Compagnia Comando & Controllo & Comunicazioni
  - 15º Battaglione Missione Speciale
  - 16º Battaglione Missione Speciale
  - 20º Battaglione Missione Speciale
  - Compagnie di Supporto
  - Plotone di Polizia Militare
  - Centro Medico
  - Centro d'Addestramento Brigata
- Reale Polizia Militare
  - QG Polizia Militare
  - Gruppo Polizia Militare / Capitale
  - Gruppo Polizia Militare / Nord
  - Gruppo Polizia Militare / Centrale
  - Gruppo Polizia Militare / Sud
  - Compagnia Polizia Militare Femminile
  - Prigioni Polizia Militare
  - Centro di Riforma e Riabilitazione Militare
- Educazione ed Addestramento dell'Esercito
  - Collegi ed Università
    - Università di Mutah
    - Accademia di Studi della Difesa "Re Abdullah II"
    - Collegio di Comunicazioni Militari "Al Sharif Nasser"
    - Collegio di Scienze Islamiche "Principe Hassan"
    - Collegio Tecnico "Principe Hussein"
    - Regio Collegio Militare

  - Istituti e Centri
    - Istituto di Lingua
    - Centro d'Eccellenza
    - Centro Nazionale di Codificazione e numerazione
    - Centro di Studi ed Esperienze Acquisite
    - Centro d'Addestramento Operazioni di Pace

  - Scuole delle Forze Armate
    - Scuola di Fanteria "Martire Re Abdullah bin Al Hussein"
    - Reale Scuola di Rifornimenti e Trasporto
    - Scuola "Al Arkan ALSoghra"
    - Reale Scuola di Corazzati
    - Reale Scuola d'Artiglieria
    - Reale Scuola di Difesa Aerea
    - Reale Scuola del Corpo del Genio
    - Scuola di Manutenzione e Guida
    - Scuola Militare "Re Talal"
    - Scuola d'Addestramento Sottufficiali
    - Scuola d'Intelligence

Kenneth Pollack, un analista militare statunitense, scrisse nel 2002 ca che 'dal 1948 al 1956, la Legione Araba fu di gran lunga superiore a qualsiasi degli altri eserciti arabi. In battaglia, generalmente diede buona come diventò, e gli israeliani la ritennero l'avversario più pericoloso. Tuttavia, dopo il 1956, le capacità giordane cominciarono a declinare. Nel 1967 si esibirono peggio che nel 1948, anche se le prestazioni eccezionali della 40ª Brigata Corazzata e un certo numero di errori israeliani aiutarono a mascherare il deterioramento in qualche modo. Successivamente le capacità giordane hanno continuato ad erodere gradualmente.'

### Sommario unità
| Numero | Tipo unità                                    | Equipaggiamento | Note |
| ------ | --------------------------------------------- | --- | --- |
| 14     | Battaglione Carri                             | Al-Hussein, M60 Phoenix, M577, M106A2 | Due battaglioni per brigata corazzata, un battaglione per Brigata Meccanizzata. Tranne la 90ª Brigata Meccanizzata che un Battaglione di Ricognizione invece di un Battaglione Carri. |
| 16     | Battaglione Fanteria Meccanizzata (APC)       | YPR-765, M113A2MK-1J, M577A2, M901 ITV, M106A2 | Due battaglioni per Brigata Meccanizzata. |
| 4      | Battaglione Fanteria Corazzata (IFV)          | YPR-765 pri, M113A2MK-1J, M577A2, YPR-765 prat, M106A2 | Un battaglione per Brigata Corazzata |
| 3      | Battaglione Fanteria Leggera                  | Ratel IFV, Humvee, Desert Iris, FMTV, DAF | Tre battaglioni per Brigata di Fanteria |
| 1      | Battaglione di Ricognizione                   | BMP-2, Humvee, Al-Thalab, FMTV, DAF | Subordinato alla 90ª Brigata di Fanteria Meccanizzata, BMP-2 saranno rimpiazzati da AIFV                                                                                              |
| 12     | Battaglione Guardia alla Frontiera            | Humvee, Al-Thalab, Desert Iris, DAF | Dai tre ai quattro battaglioni per Brigata di Guardia alla Frontiera, un battaglione nel Comando Centrale                                                                             |
| 3      | Battaglione Missione Speciale (Paracadutista) | Ratel IFV, Saxon APC, Humvee, Desert Iris, FMTV, DAF | 15º, 16º, 20º Battaglione Missione Speciale (Paracadutista) subordinati alla 30ª Brigata Missione Speciale                                                                            |
| 3      | Battaglione Rangers (JSOC)                    | Humvee, Ratel IFV, Dodge RAM Militarizzato, Desert Iris, FMTV, DAF | 2º, 3º e 111º Battaglione Ranger sotto la 28ª Brigata Rangers |
| 3      | Battaglione Forze Speciali (COSG)             | Humvee, Al-Thalab, Dodge RAM Militarizzato, Desert Iris, GMC Suburban, AL-Jawad MKII/III, FMTV, DAF | 61º Battaglione CSAR, 71º Battaglione CT, 101º Battaglione SF sotto la 37ª Brigata Forze Speciali                                                                                     |
| 2      | Battaglione Aviotrasportato FS (COSG)         | Humvee, Dodge RAM Militarizzato, Desert Iris, FMTV, DAF | 81° Aviotrasportato sotto la 37ª Brigata FS, 91º Battaglione Ranger (Orientamento Aviotrasportato) sotto la 28ª Brigata Rangers                                                       |
| 1      | Reggimento Ricognizione Speciale (COSG)       | Al-Thalab, Desert Iris, LATV | 61° Forza Livello 1 RRS nelle FAG, sotto la Brigata Speciale della Guardia Reale |
| 14     | Semovente d'artiglieria                       | M109A2, M113A2, M577A2, M901 ITV, M35, DAF | Un battaglione per Brigata Corazzata o Brigata Meccanizzata, tre battaglioni per Comando d'Artiglieria o Artiglieria Divisionale (DIVART).                                            |
| 5      | Semovente d'Artiglieria Pesante               | M110A2, M113A2, M577A2, M901 ITV, M35, DAF | Un battaglione per Comando d'Artiglieria o Artiglieria Divisionale (DIVART). |
| 2      | Battaglione d'Artiglieria Razzi               | HIMARS, WM-120 MLRS, Humvee, FMTV, DAF | 28° MLRS, 29° MLRS |
| 1      | Gruppo d'Artiglieria Aviotrasportata          | M102A1, AB-19 MLRS, Hanwha-70 MLRS, W-86 | Gruppo d'Artiglieria Aviotrasporta per il COSG. |
| 1      | Reggimento Target Acquisition                 | TPQ-36, TPQ-37, M35, DAF | |
| 14     | Battaglione ADA                               | Pantsir-S1E, 9K33 Osa, Strela-10, PTRL, M163 Vulcan, ZSU-23-4 Shilka, Igla-S, 9K38 Igla, Strela-3 | Tre battaglioni per Brigata DA, un battaglione ognuno per il Comando Meridionale, la 30ª Brigata Missione Speciale ed una Compagnia DA per il COSG.                                   |
| 1      | Battaglione anticarro                         | M901 ITV, YPR-765 prat, M41 ITAS | 3º Battaglione Anticarro nella 3ª Divisione Corazzata |
| 4      | Gruppo Polizia Militare                       | Ratel IFV, Humvee, Toyota land cruiser | Gruppi di Polizia Militare Settentrionale, Centrale, Meridionale, Capitale |
| 6      | Battaglione Genio                             | M113A2, M35, CEV, Bulldozer Corazzato Trainato (CAT D6T, D7G/R, D8R, D9, Komatsu D155A), Bulldozer su ruote (CAT 924H, 966C/D/F/G/H, Komatsu WA300-1, WA320, WA380-3A, W470-3), scavatori, livellatrici (CAT 12G, 120M), mezzi d'opera, terne, pale caricatrici, M58 MICLIC, Aardvark JSFU, M35, DAF, Combat Dozer UDK1 e Robot di disposizione bombe. | Un battaglione del Genio per Comando o Divisione ed il 7º Battaglione Corazzato del Genio, eccetto il Comando Meridionale che ha la Compagnia del Genio.                              |
| 6      | Battaglione Rifornimenti & Trasporto          | FMTV, M35, M800 & M900, DAF, autocisterne di benzina, Toyota e molti altri veicoli. | Un battaglione Rifornimenti & Trasporto per Comando o Divisione, eccetto il Comando Meridionale che ha il Gruppo Rifornimenti & Trasporto.                                            |
| 7      | Gruppo Comando & Controllo & Comunicazioni    | M577A2, M113A2, Humvee, RG-12, DAF | Un Gruppo per Comando o Divisione, Un Gruppo per il Quartier Generale dell'Esercito.                                                                                                  |
| 6      | Gruppo Supporto Medico                        | M113A2 Ambulanza, HMMWV M997 Ambulanza, Toyota Land Cruiser Ambulanza, Ospedali da Campo Mobili su camion. | One Medical Support Group per command or division. |
| 6      | Gruppo di Manutenzione                        | M113A2, M88, M578, AL Monjed ARV, Chieftain ARV, YPR-806, M109 Van, M35, M800 & M900, DAF | Un Gruppo di Manutenzione per comando o divisione. |
| 6      | Gruppo di Costruzione                         | Bulldozer su ruote, M35, DAF, scavatori, mezzi d'opera, terne, pale caricatrice. | One Construction Group per command or division and General Construction Group. |
| 6      | Gruppo Trasporto Amministrativo               | | Un Gruppo di Trasporto Amministrativo per comando o divisione. |
| 1      | Gruppo Trasporto AFV                          | Heavy Equipment Transport System, Scammell Commander | Usato per il trasporto di equipaggiamento pesante ed unità corazzate. |
| 1      | Gruppi di Trasporto Principale                | FMTV, autocisterne di benzina, autocisterne d'acqua, Toyota e molti altri veicoli. | |
| 1      | Gruppo Elettricità & Acqua                    | | |
| 1      | Battaglione Guerra elettronica                | | |
| 1      | Gruppo Supporto Chimico                       | | |
| 1      | Comando Artiglieria (Munizioni)               | | Include 5 Battaglioni di Protezione Munizioni. |

## Addestramento
I volontari e i militari di leva ricevono 14 settimane di formazione di base in abilità militari e disciplina. Questo è seguito da una formazione più avanzata in specialità armi e varie, come artiglieria, comunicazione e ingegneria, dopo la recluta è assegnato ad una unità permanente. I soldati che si qualificano per la promozione intraprendono corsi presso una scuola generale sottufficiali. Possono quindi avvalersi dei corsi nei centri più specializzati in cui vi è la formazione in corazzati, artiglieria, ingegneria e logistica. I soldati delle Forze Speciali sono addestrati in un'arma della scuola di fanteria.
Gli allievi ufficiali sono addestrati presso l'Università Militare di Mutah, che è stata istituita nella città di Mutah, a sud di Amman, negli anni '80. Un allievo che completa con successo il corso di quattro anni è incaricato come secondo tenente.
I corsi avanzati di formazione ufficiale sono disponibili in due centri vicini a Amman - lo Staff College giordano e il War College. In generale, gli ufficiali da capitano anziano a tenente colonnello frequentano lo Staff College, dove possono guadagnare una laurea in scienza militare, mentre altri ufficiali superiori studiano presso il War College, dove viene offerto un master.
Molti ufficiali giordani studiano all'estero - presso lo U.S. Army General Staff College, o lo Staff College del British Army, e molti allievi giordani si sono laureati alla Royal Military Academy del Regno Unito, Sandhurst. I membri della famiglia reale giordana hanno una tradizione di partecipazione a Sandhurst. Il defunto Re Hussein si laureò presso l'università nel 1952; venne seguito da suo figlio, l'attuale sovrano re Abdullah nel 1981; sua figlia Aisha, ora a capo del Corpo delle Donne delle Reali Forze Terrestri giordane, nel 1987; suo figlio il principe Ali nel 1994; il principe ereditario Hamzeh nel 1999 e il principe Hashem, fratellastro di re Abdullah, nel 2000. Inoltre, sia gli ufficiali che i sottufficiali frequentano corsi di specializzazione all'estero.
Il governo britannico organizza per alti ufficiali giordani la partecipazione al Royal College for Defence Studies del Regno Unito. Il rapporto speciale della Gran Bretagna con la Giordania è rimasto forte - questo è stato sottolineato dalla disposizione dall'esercito britannico di due squadre di formazione a breve termine in Giordania per consigliare e sorvegliare la transizione e la formazione di conversione delle Forze Armate giordane sui carri armati Al-Hussein/Challenger 1 forniti come parte di assistenza militare della Gran Bretagna al regno.
Le unità britanniche e giordane svolgono regolarmente esercitazioni congiunte in Giordania. Il regno fornisce unità dell'esercito britannico con sede a Cipro con la possibilità di addestrarsi in un ambiente desertico, insieme ad unità giordane. È diventata una prassi normale per due battaglioni di fanteria dell'esercito britannico con sede a Cipro di esercitarsi in Giordania ogni anno tra agosto e ottobre.
Gli Stati Uniti hanno fornito assistenza significativa verso la formazione del personale militare giordano. Sotto lo U.S. International Military Education and Training Program (IMET), vennero assegnati 2 milioni di dollari al programma di formazione per la Giordania nel 2002, che lo rende uno dei più grandi programmi IMET del suo genere al mondo.
La sovvenzione IMET del 2002 ha facilitato la formazione negli Stati Uniti di oltre 200 militari giordani. I militari giordani sono addestrati ad un livello molto alto e l'addestramento militare della Giordania ha una reputazione molto alta nel mondo arabo, al punto che molti stati arabi (così come gli stati al di là del mondo arabo) hanno inviato personale da formare nelle scuole militari della Giordania. Negli ultimi anni, il personale dei seguenti paesi è stato in Giordania per l'addestramento militare: Bahrain, Egitto, Francia, Libano, Oman, Qatar, Pakistan, Corea del Sud, Tunisia e Emirati Arabi Uniti.
Scambi militari segreti tra la Giordania e Taiwan, che erano in corso da molti anni, sono stati rivelati alla fine del 1999, dopo che un sottufficiale dell'esercito giordano rimase ucciso in un incidente paracadutista a Taiwan. La Giordania ha relazioni diplomatiche con la Cina, ma nessuna con Taiwan. Rapporti nel novembre 1999 hanno indicato che la Giordania inviò due gruppi di circa 10 militari a Taiwan ogni anno per l'addestramento militare intensivo, che comprendeva sessioni di paracadutismo nella cittadina di Tsochou della Contea di Pingtung, dove è avvenuto l'incidente, esercitazioni di combattimento nella giungla nella zona montagnosa Kukuan della Contea di Taichung, pure come addestramento invernale sulla neve sulla catena montuosa centrale di Taiwan. Venne rivelato che gli scambi militari tra i due paesi iniziarono a metà degli anni '50, quando Taiwan inviò istruttori in Giordania per contribuire ad addestrare i suoi piloti di caccia F-5.
La qualità degli istruttori del Comando Operazioni Speciali (SOCOM) è molto apprezzato all'estero, soprattutto nel mondo arabo. Gli istruttori SOCOM hanno fornito addestramento in Giordania alle truppe di operazioni speciali da una serie di paesi arabi, tra cui Arabia Saudita, Bahrain, Qatar, Oman, Kuwait, Libia, Algeria, Marocco e Libano. Resta inteso che gli istruttori giordani hanno anche fornito una formazione negli Emirati Arabi Uniti per le truppe di quel paese. Nell'aprile 2002, gli istruttori di operazioni speciali giordani andarono in Yemen per assistere le forze USA in
formazione delle forze yemenite per combattere il terrorismo.
La Giordania ha creato un centro specializzato nella formazione di personale addetto alle operazioni speciali. Il Centro d'Addestramento Operazioni Speciali Re Abdullah ha sede presso Jajooz, Amman.
Nell'aprile 2004 le Forze Armate giordane (FAG) istituirono un nuovo comitato per promuovere i loro piani per la creazione di un unico centro di addestramento nazionale. Venne proposto che questo centro di formazione di armi combinate avrebbe raggruppato insieme l'equipaggiamento di simulazione per l'addestramento del personale di fanteria, corazzati e di artiglieria, dal singolo alle fasi di formazione collettiva.
Aree di addestramento
- L'addestramento dell'artiglieria e dei corazzati ha luogo nella zona del deserto ad est di Amman e nel deserto meridionale.

## Equipaggiamento attuale

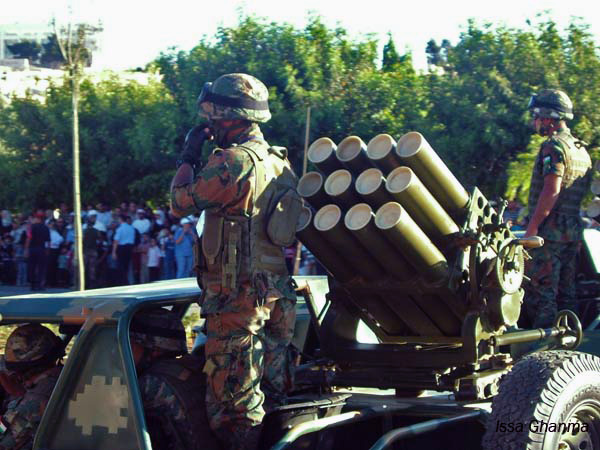
Truppe giordane in una parata militare ad Amman

L'attuale esercito giordano è dotato principalmente di armi fornite da occidentali (statunitensi e britannici).
L'esercito giordano è dotato di un misto di carri armati inglesi e americani, tra cui l'Al-Hussein, l'Al-Khalid e l'M-60 Phoenix. Il più vecchio Centurion e la serie M-48A5 sono stati ritirati, così come il Challenger e l'M-60A3 subiranno ulteriori aggiornamenti.
I progetti in corso svolti dal KADDB comprendono l'integrazione del sistema di fuoco e di controllo digitale Phoenix e una torretta rivista per l'M-60A3 (con ERA di origine sconosciuta) lungo un cannone compatto a canna liscia RUAG L50/52 per sostituire il cannone da 120 mm e il cannone da 105 mm L15A1 L7/M68 rispettivamente del Challenger 1 e dell'M-60A3. I progetti sono stati offerti anche per l'esportazione e gli esistenti utenti di M-60, come Egitto o Arabia Saudita, hanno dimostrato interesse nel KADDB.
Il M113A2MK-1J rimane un APC standard e viene soppiantato dagli AIFV e dai veicoli locali, tra cui il MAP II e l'Al-Temsah (Crocodile, una conversione APC di un telaio Centurion). 24-28 AH-1S/F 'Cobra' dotano l'aviazione dell'esercito e sono dotati di TOW II ATGW e capaci di operazioni notturne venendo aggiornati da allora. In precedenza è stato utilizzato anche il Bofors 40 mm.
L'equipaggiamento personale comprende i fucili statunitensi M-16 (principalmente A2 e un po' di A3/A4), M-4A1, i fucili d'assalto taiwanesi T65 e T86, la pistola automatica Browning HP; tuttavia, alcune unità utilizzano la relativamente rara Beretta SS70/223 italiana (la carabina standard del Dipartimento di Pubblica Sicurezza e di Polizia). L'M-60 e l'FN-MAG sono utilizzati come GPMG. Le forze Badia generalmente portano l'M-14 a dorso di cammello.
| Foto                                      | Nome                             | Origine                       | Tipo                                    | Numero                        | Note |                               |
| Carri armati da combattimento             | Carri armati da combattimento    | Carri armati da combattimento | Carri armati da combattimento           | Carri armati da combattimento | Carri armati da combattimento | Carri armati da combattimento |
| ----------------------------------------- | -------------------------------- | ----------------------------- | --------------------------------------- | ----------------------------- | --- | ----------------------------- |
|                                           | Al-Hussein                       | Regno Unito                   | Carro armato da combattimento           | 392 ~ 402                     | Il Challenger 1 (Al-Hussein) è il carro armato da combattimento principale comprovato dell'esercito giordano aggiornato dal KADDB. |                               |
|                                           | Phoenix                          | Stati Uniti                   | Carro armato da combattimento           | 182                           | L'M60 Phoenix è l'aggiornamento del carro armato da combattimento M60A3. È stato sviluppato dal KADDB. La Giordania aggiornò quattro battaglioni, con un totale di 182 carri. |                               |
|                                           | Al-Khalid                        | Regno Unito                   | Carro armato da combattimento           | 274 + 90                      | Il Khalid è essenzialmente il MBT Chieftain FV4030/2 con piccole modifiche per soddisfare le esigenze giordane, attualmente tutti in deposito. La Giordania ricevette 90 carri armati Chieftain iraniani catturati dall'Iraq dopo la guerra Iran-Iraq ma mai usati. |                               |
|                                           | M60A1                            | Stati Uniti                   | Carro armato da combattimento           | 82                            | 36 catturati dall'Iran durante la guerra Iran-Iraq e trasferiti da Saddam Hussein alla Giordania nel 1980- In stoccaggio, 20 convertiti in ARV Al-Monjed A2 dal KADDB. |                               |
|                                           | Tariq                            | Regno Unito                   | Carro armato da combattimento           | 293                           | in deposito, alcuni convertiti in APC corazzato pesante MAP II dal KADDB. |                               |
| Veicoli trasporto truppe                  |                                  |                               |                                         |                               | |                               |
|                                           | M113A2MK-1J                      | Stati Uniti                   | Veicolo trasporto truppe                | +1,300                        | Aggiornati alla configurazione giordana, tra cui 70 M106A2, 93 M901 ITV, 7 M1059 |                               |
|                                           | AIFV                             | Stati Uniti                   | Veicolo trasporto truppe                | 213                           | 165 YPR-765 pri.50 inclusi ARV YPR-806 prbrg dai Paesi Bassi 48 AIFV-B dal Belgio |                               |
|                                           | ACV-S                            | Turchia                       | Veicolo trasporto truppe                | 100                           | |                               |
|                                           | FV103 Spartan                    | Regno Unito                   | Veicolo trasporto truppe                | 100                           | |                               |
|                                           | M577                             | Stati Uniti                   | Veicolo trasporto truppe                | +300                          | Veicolo comando basato sull'M113, 200 M577A2 received from US in 2012. |                               |
| Veicoli da combattimento della fanteria   |                                  |                               |                                         |                               | |                               |
|                                           | AIFV                             | Stati Uniti                   | Veicolo da combattimento della fanteria | 233                           | 220 IFV YPR-765 pri 25mm dai Paesi Bassi 13 IFV AIFV-B-C25 25mm dal Belgio |                               |
|                                           | Ratel                            | Sudafrica                     | Veicolo da combattimento della fanteria | 341                           | 20mm / cannone doppio da 23mm |                               |
|                                           | BMP-2                            | Unione Sovietica              | Veicolo da combattimento della fanteria | 35                            | |                               |
| Veicoli di ricognizione                   |                                  |                               |                                         |                               | |                               |
|                                           | FV107 Scimitar                   | Regno Unito                   | Veicolo da combattimento                | 175                           | La Giordania aveva 75 Scimitar e ottenne oltre 100 Scimitar in un accordo del 2006 che fruttò ai britannici $ 20.000.000 |                               |
|                                           | FV101 Scorpion                   | Regno Unito                   | Veicolo da combattimento                | 50                            | 50 Scorpion ricevuti dal Belgio nel 2001, 4x AT-14 Kornet-E pronti al lancio. (Aggiornati da JERSCO) |                               |
| Artiglieria                               |                                  |                               |                                         |                               | |                               |
|                                           | M109A2                           | Stati Uniti                   | Obice semovente                         | 341                           | 121 M109A2-90 dai Paesi Bassi |                               |
|                                           | M110A2                           | Stati Uniti                   | Obice semovente                         | 120                           | |                               |
|                                           | M102A1                           | Stati Uniti                   | Obice trainato                          | 54                            | |                               |
|                                           | M114                             | Stati Uniti                   | Obice trainato                          | 18                            | in deposito |                               |
|                                           | M142 Himars                      | Stati Uniti                   | Artiglieria a razzo                     | 12                            | 12 lanciatori con 432 missili guidati, opzione per 12 lanciatori addizionali. |                               |
|                                           | WM-120 MLRS                      | Cina                          | Artiglieria a razzo                     | 24                            | Il sistema ha un raggio massimo di 120 km. (Apparso in un'esercitazione militare condotta dalle FAG) |                               |
|                                           | AB-19                            | Giordania                     | Artiglieria a razzo                     | 32                            | |                               |
|                                           | Hanwha-70                        | Giordania Corea del Sud       | Artiglieria a razzo                     | 20                            | MLRS Hanwha-70 da 70mm prodotti da Hanwha & KADDB |                               |
| Difesa aerea                              |                                  |                               |                                         |                               | |                               |
|                                           | Pantsir-S1E                      | Russia                        | Semovente di difesa aerea               |                               | Secondo quanto Jane's Defence Weekly riportò nel 2007 venne testato sul campo in Giordania un completo sistema di difesa aerea russo Pantsir-S1 a corto raggio e che il regno impostò per effettuare un ordine. Army-Technology ha riferito che la Giordania ha ordinato un numero imprecisato di sistemi. Russia Today ha riferito la Giordania come un cliente per il Pantsir-S1, e che erano propensi ad acquistare tra 50 e 75 veicoli da combattimento. |                               |
|                                           | 9K33 Osa                         | Unione Sovietica              | Semovente di difesa aerea               | 48                            | Aggiornato a OSA-AKM - Finanziato da Saddam Hussein nel 1982 come ricompensa per l'unità di volontari giordani combattente contro l'Iran. |                               |
|                                           | 9K35 Strela-10                   | Unione Sovietica              | Semovente di difesa aerea               | 50                            | Aggiornato da JELS - Finanziato da Saddam Hussein nel 1982 come ricompensa per l'unità di volontari giordani combattente contro l'Iran. |                               |
|                                           | M163 Vulcan                      | Stati Uniti                   | SPAAG                                   | 181                           | 81 VADS trasferiti dal Belgio alla Giordania nel 2005 |                               |
|                                           | PTRL                             | Germania Ovest                | SPAAG                                   | 60                            | 60 vennero acquistati da surplus olandese ritirato per 21 milioni di dollari. |                               |
|                                           | ZSU-23-4 Shilka                  | Unione Sovietica              | SPAAG                                   | 48                            | Finanziato da Saddam Hussein nel 1982 come ricompensa per l'unità di volontari giordani combattente contro l'Iran. |                               |
|                                           | Igla-S                           | Russia                        | MANPADS                                 | 182                           | 182 lanciatori Dzhigit (2x Igla-S) con visore Sagem su veicoli leggeri. |                               |
|                                           | SA-18 Igla                       | Russia                        | MANPADS                                 | 100                           | |                               |
|                                           | SA-16 Igla-1                     | Unione Sovietica              | MANPADS                                 | 240                           | |                               |
|                                           | SA-14 Strela-3                   | Unione Sovietica              | MANPADS                                 | 300                           | |                               |
| Veicoli corazzati leggeri                 |                                  |                               |                                         |                               | |                               |
|                                           | Humvee                           | Stati Uniti                   | Veicolo utility multiuso                | +600                          | 250 M998A0 HMMWV, 50 M1165A1B3 HMMWV received from US in 2013 |                               |
|                                           | Desert Iris                      | Giordania                     | Veicolo utility multiuso                | 450                           | |                               |
|                                           | Al-Thalab (Fox) LRPV             | Giordania                     | Veicolo utility multiuso                | 200                           | |                               |
|                                           | MaxxPro MRAP                     | Stati Uniti                   | Medium Mine Protected Vehicle           | 100                           | |                               |
|                                           | Cougar CAT II MRAP               | Stati Uniti                   | Medium Mine Protected Vehicle           | 149                           | 57 Cougar CAT II, 5 Cougar CAT II EOD, 10 Cougar CAT II ENG W/O ISS, 41 Cougar CAT II Surge W/O ISS, 16 Cougar CAT II Surge con ISS e 20 Cougar CAT II ENG con ISS. (ISS: Sospensione Migliorata) |                               |
|                                           | RG-33L MRAP                      | Sudafrica                     | Medium Mine Protected Vehicle           | 39                            | 39 RG-33L MRAP From US in 2012. |                               |
|                                           | Jeep J8                          | Stati Uniti                   | Veicolo utility leggero & pattuglia     |                               | Le forze Armate giordane sono impostate per ricevere un numero imprecisato di Jeep J8 Patrol |                               |
|                                           | AB2 Al-Jawad                     | Giordania                     | Veicolo utility multiuso                | 65                            | |                               |
|                                           | LTATV                            | Giordania                     | All Terrain Vehicle                     | 50                            | Il KADDB ha già ricevuto l'ordine per 50 ATV. |                               |
|                                           | Matador (mine protected vehicle) | Sudafrica                     | Mine Protected Vehicle                  | 50                            | |                               |
|                                           | Ferret Hybrid                    | Regno Unito                   | Veicolo corazzato su ruote              | 50                            | Aggiornato dal KADDB. |                               |
|                                           | Mbombe                           | Sudafrica                     | Veicolo corazzato su ruote              | 0(50)                         | In ordine. |                               |
| Armi anticarro                            |                                  |                               |                                         |                               | |                               |
|                                           | M901 ITV                         | Stati Uniti                   | Cacciacarri                             | 93                            | Il numero di M901 ITV potrebbe essere molto più alto di 93. |                               |
|                                           | YPR-765 prat                     | Stati Uniti                   | Cacciacarri                             | +55                           | +55 YPR-765 con Tow Under Armor (TUA) ricevuti dai Paesi Bassi |                               |
|                                           | BGM-71 TOW                       | Stati Uniti                   | Missile anticarro                       | 339                           | La Giordania ha ricevuto 320 lanciatori ITOW nel 1982 e 19 lanciatori nel 1999. Questi lanciatori sono stati rimossi dal M151 Jeep e modificati da KADDB e reinstallati su Desert Iris, HMMWV. |                               |
|                                           | M41 TOW ITAS                     | Stati Uniti                   | Missile anticarro                       | 285                           | 285 M41 TOW ITAS su HMMWV ricevuti dagli USA nel 2004 |                               |
|                                           | M47 Dragon                       | Stati Uniti                   | Missile anticarro                       | 310                           | 3080 missili MAP |                               |
|                                           | FGM-148 Javelin                  | Stati Uniti                   | Missile anticarro                       | 192                           | 30 CLU con 116 missili consegnati,162 CLU con 1808 missili da consegnare. |                               |
|                                           | AT-14 Kornet                     | Russia                        | Missile anticarro                       | 200                           | 2,000 missili |                               |
|                                           | Nashab                           | Russia Giordania              | Missile anticarro                       | 25,000                        | 15,000 unità d'addestramento (la Giordania manifatturerà annualmente 60,000 unità Nashab), il nome del sistema è stato cambiato da Hashim a Nashab. |                               |
|                                           | RPG-27                           | Unione Sovietica              | Missile anticarro                       | 6,000                         | sarà rimpiazzato dal Nashab |                               |
|                                           | RPG-26                           | Unione Sovietica              | Missile anticarro                       | 3,000                         | sarà rimpiazzato dal Nashab |                               |
|                                           | APILAS                           | Francia                       | Missile anticarro                       | 2,300                         | sarà rimpiazzato dal Nashab |                               |
|                                           | M712 Copperhead                  | Stati Uniti                   | Munizioni di protezione guidata         | 100                           | |                               |
| Mortai                                    |                                  |                               |                                         |                               | |                               |
|                                           | Brandt                           | Francia                       | Mortaio                                 | 300                           | |                               |
|                                           | M29                              | Stati Uniti                   | Mortaio                                 | 450                           | |                               |
|                                           | M106                             | Stati Uniti                   | Portatore di mortaio                    | 70                            | |                               |
|                                           | W-86                             | Cina                          | Mortaio                                 | 200                           | 200 mortai W-86 120mm per JSOC |                               |
|                                           | WW-90                            | Cina                          | Mortaio                                 | 375                           | 375 mortai WW-90 60mm |                               |
|                                           | PPT89                            | Cina                          | Mortaio                                 | 1275                          | 1275 mortai PPT89 60mm |                               |
| Radar terrestre & sistema di sorveglianza |                                  |                               |                                         |                               | |                               |
|                                           | TPQ-36                           | Stati Uniti                   | Sistema di locazione armi               | 12                            | |                               |
|                                           | TPQ-37                           | Stati Uniti                   | Sistema di locazione armi               | 6                             | |                               |
|                                           | Flycatcher Mk1                   | Paesi Bassi                   | Sistema radar di controllo fuoco        | 11                            | Undici sistemi radar di controllo fuoco Thales Nederland Flycatcher Mk1 e 22 cannoni Bofors L/70 70mm da Paesi Bassi. |                               |
|                                           | Distant Sentry                   | Italia Stati Uniti            | Sistema di sorveglianza                 |                               | Sistema di controllo di confine (inclusi radar terrestri, torri, sensori, camere IR ed aerostati) |                               |
| Veicoli logistici e d'ingegneria          |                                  |                               |                                         |                               | |                               |
|                                           | M88                              | Stati Uniti                   | Veicolo corazzato di recupero           | 52                            | 22x M88A2 acquistato dallo U.S. Anniston Army Depot nel mese di aprile 2012 (da ricostruire e, potenzialmente, aggiornato sia all'Anniston Army Depot sia presso l'Impianto di Manutenzione Re Hussein in Giordania). |                               |
|                                           | M578                             | Stati Uniti                   | Veicolo corazzato di recupero           | 30                            | usato con obice M110A2 |                               |
|                                           | AL Monjed ARV                    | Giordania                     | Veicolo corazzato di recupero           | 20                            | AL-Monjed basato su carro armato M-60A1 |                               |
|                                           | FV4204 ARV                       | Regno Unito                   | Veicolo corazzato di recupero           | 49                            | |                               |
|                                           | Leopard 1 ARV                    | Germania Ovest                | Veicolo corazzato di recupero           | 5                             | Cinque veicoli corazzati di recupero Leopard 1 sarà consegnato alla Giordania dai Paesi Bassi insieme a due carri armati (MBT) Leopard 1, che verranno utilizzati per i pezzi di ricambio. |                               |
|                                           | YPR-806 & M806                   | Stati Uniti                   | Veicoli corazzati di recupero           | +90                           | 24 M113 ARV ricevuti dal Belgium nel 2008/2010. +17 YPR-806 ARV received from Netherlands in 2012. |                               |
|                                           | HEMTT                            | Stati Uniti                   | Camion cargo pesante fuoristrada 8x8    |                               | |                               |
|                                           | FMTV                             | Stati Uniti                   | Camion cargo                            | 250 ~ 300                     | M1078, M1083, M1085A1, M1089, M1091 |                               |
|                                           | M35                              | Stati Uniti                   | Camion cargo 2½ ton                     | 1200                          | 701 M35A2, 119 M35A2 WW, 226 M35A2 WOW, 50 M35A2C WOW, 74 M109A3 Van, 5 M35A2C WW, 25 M36A2 |                               |
|                                           | M800 & M900                      | Stati Uniti                   | Camion cargo 5 ton                      | 400 ~ 600                     | refurbishment for M800 and M900 by JOMSS |                               |
|                                           | DAF                              | Paesi Bassi                   | Camion cargo 4 ton & 10 ton             | 467                           | 467 DAF4440/4442 and DAF YAK/YAS2300 trucks received from Netherlands. |                               |
|                                           | M58 MICLIC                       | Stati Uniti                   | Sminamento                              |                               | |                               |
|                                           | Aardvark JSFU                    | Regno Unito                   | Sminamento                              | +12                           | Aardvark Mk 2/3 correggiato |                               |
|                                           | Pearson Combat Dozer UDK1        | Regno Unito                   | Combat Dozer                            | +60                           | per carro armato Challenger-1 |                               |
|                                           | Heavy Equipment Transport System | Stati Uniti                   | Heavy Equipment Transport System        | 215                           | |                               |
|                                           | Scammell Commander               | Regno Unito                   | Scammell Commander                      | 100                           | |                               |
|                                           | M915A2                           | Stati Uniti                   | Heavy Equipment Transporter             | 60                            | 60 M915A2 ricevuti dagli Stati Uniti nel 2012. |                               |

### Armi
- M16 - 5,56 × 45 mm NATO fucile d'assalto[81]
- T91 - 5,56 × 45 mm NATO fucile d'assalto[82]
- T86 - 5,56 × 45 mm NATO fucile d'assalto[82]
- AK-74 - 5,45 × 39 mm fucile d'assalto[83]
- Heckler & Koch MP5 - 9 × 19 mm Parabellum pistola mitragliatrice[84]
- Heckler & Koch UMP - 9 × 19 mm Parabellum pistola mitragliatrice[85]
- Heckler & Koch MP7 - 4,6 × 30 mm pistola mitragliatrice[83]
- Heckler & Koch G3 - 7,62 × 51 mm NATO fucile da battaglia[84]
- Heckler & Koch G36 - 5,56 × 45 mm NATO fucile d'assalto, le Forze Operazioni Speciali giordane impiegano il G36C.[85]
- M4 - 5,56 × 45 mm NATO fucile d'assalto, venduto come parte di un pacchetto di vendita del Foreign Military 2007.[86] Additional M4s sold as a 2008 Foreign Military Sales package.[87]
- Heckler & Koch HK21 - 7,62 × 51 mm NATO mitragliatrice[84]
- M-60 - 7,62 × 51 mm NATO mitragliatrice[83]
- M240 - 7,62 × 51 mm NATO mitragliatrice[83]
- FN MAG - 7,62 × 51 mm NATO mitragliatrice[83][88]
- Browning M2HB - 12,7 × 99 mm NATO mitragliatrice[83] 1,261+ acquistati. In uso su treppiedi e cannone flessibile su veicolo trasporto truppe M113A2 Mk 1J e altri veicoli blindati.
- Barrett M82A1 - 12,7 × 99 mm NATO fucile di precisione[85][89]
- Barrett M95 - 12,7 × 99 mm NATO fucile di precisione Impiegato dalle Forze Operazioni Speciali giordani.[85]
- McMillan Tac-50 - 12,7 × 99 mm NATO fucile di precisione Usato dal SRR-61 (Special Reconnaissance Regiment).[90]
- Sako TGR-42 - 8,6 × 70 mm fucile di precisione, Usato dal SRR-61 (Special Reconnaissance Regiment).[85][91]
- Sako TGR-22 - 7,62 × 51 mm NATO fucile di precisione, Usato dal SRR-61 (Special Reconnaissance Regiment).[85][88]
- Steyr SSG 69 - 7,62 × 51 mm NATO fucile di precisione[83]
- SIG SG550-1 Sniper - 5,56 × 45 mm NATO fucile di precisione
- DPMS Panther LR308 - 7,62 × 51 mm NATO fucile di precisione[88]
- VSS Vintorez - 9 × 39 mm fucile di precisione usato dalle forze speciali fino al 2002.
- Remington 700 - fucile di precisione
- Milkor MGL - Granata da 40 mm lanciagranate, uso limitato dal CTB-71 e altri JSOC.
- M203 - Granata da 40 mm lanciagranate[83]
- MK19 - Granata da 40 mm lanciagranate usato dalla Guardia Reale.
- Remington 870 - fucile a canna liscia
- Benelli M4 - fucile a canna liscia
- Viper - pistola[92][93]
- Caracal F - 9 × 19 mm Parabellum pistola 8,000+ acquistate.[94]
- SIG Sauer P226 - 9 × 19 mm Parabellum pistola.[83]
- Glock 17, Glock 19 - 9 × 19 mm Parabellum pistola[95]
- Heckler & Koch USP - 9 × 19 mm Parabellum pistola.[83]
- Beretta 92FS - 9 × 19 mm Parabellum pistola[96]
- FN Browning HP-35 - 9 × 19 mm Parabellum pistola[83][97]